# Information & Management
Information & Management is een internationaal, aan collegiale toetsing onderworpen wetenschappelijk tijdschrift op het gebied van de informatiesystemen.
De naam wordt in literatuurverwijzingen meestal afgekort tot Inform. Manag. Het verschijnt maandelijks.